# Florine Valdenaire
Florine Valdenaire (* 22. Januar 1982 in Remiremont) ist eine ehemalige französische Snowboarderin. Sie startete in den Paralleldisziplinen.

## Werdegang
Valdenaire nahm im November 1997 in Tignes erstmals am Snowboard-Weltcup der FIS teil und errang dabei den 61. Platz im Riesenslalom. Bei den Juniorenweltmeisterschaften im Januar 1998 in Chamrousse wurde sie Vierte im Riesenslalom. Im folgenden Monat erreichte sie in Oberstdorf mit dem zehnten Platz im Parallelslalom ihre erste Top-Zehn-Platzierung im Weltcup. In den folgenden Jahren belegte sie bei den Juniorenweltmeisterschaften 1999 auf der Seiser Alm den 11. Platz im Parallel-Riesenslalom und bei den Juniorenweltmeisterschaften 2000 in Berchtesgaden den 11. Platz im Parallelslalom sowie den sechsten Rang im Parallel-Riesenslalom. In der Saison 2000/01 kam sie bei den Weltmeisterschaften 2001 in Madonna di Campiglio auf den 24. Platz im Parallelslalom und gewann bei den Juniorenweltmeisterschaften 2001 im Nassfeld die Bronzemedaille im Parallel-Riesenslalom. Zudem wurde sie dort Fünfte im Parallelslalom. In der folgenden Saison errang er mit fünf Top-Zehn-Platzierungen den 18. Platz im Parallel-Weltcup, den 13. Rang im Parallelslalom-Weltcup und den siebten Platz im Riesenslalom-Weltcup. Bei ihrer einzigen Olympiateilnahme im Februar 2002 in Salt Lake City fuhr sie auf den 25. Platz im Parallel-Riesenslalom. Bei den Juniorenweltmeisterschaften 2002 in Rovaniemi wurde sie Elfte im Parallel-Riesenslalom. In der Saison 2002/03 kam sie fünfmal unter die ersten Zehn und erreichte mit Platz vier im Parallelslalom in Maribor ihre beste Platzierung im Weltcup. Zudem errang sie mit Platz 15 im Parallel-Weltcup ihr bestes Gesamtergebnis. Bei den Snowboard-Weltmeisterschaften 2003 am Kreischberg belegte sie den 21. Platz im Parallel-Riesenslalom sowie den siebten Rang im Parallelslalom und bei der Winter-Universiade 2003 in Piancavallo den siebten Platz im Riesenslalom. Im März 2003 wurde sie französische Meisterin im Parallel-Riesenslalom. Bei der Winter-Universiade zwei Jahre später in Innsbruck holte sie die Goldmedaille im Parallel-Riesenslalom. In der Saison 2005/06 wiederholte sie in St. Petersburg mit Platz vier im Parallelslalom ihre beste Platzierung im Weltcup und absolvierte in Furano ihren 113. und damit letzten Weltcup, welchen sie auf dem 23. Platz im Parallel-Riesenslalom beendete. Bei der Winter-Universiade 2007 in Bardonecchia errang sie den siebten Platz im Riesenslalom.

## Teilnahmen an Weltmeisterschaften und Olympischen Winterspielen

### Olympische Spiele
- 2002 Salt Lake City: 25. Platz Parallel-Riesenslalom

### Weltmeisterschaften
- 2001 Madonna di Campiglio: 24. Platz Parallelslalom
- 2003 Kreischberg: 7. Platz Parallelslalom, 21. Platz Parallel-Riesenslalom

## Weltcup-Gesamtplatzierungen
| Saison    | Gesamt | Gesamt | Parallel | Parallel | Parallel-Riesenslalom | Parallel-Riesenslalom | Parallelslalom | Parallelslalom |
| Saison    | Punkte | Platz  | Punkte   | Platz    | Punkte                | Platz                 | Punkte         | Platz          |
| --------- | ------ | ------ | -------- | -------- | --------------------- | --------------------- | -------------- | -------------- |
| 1997/98   | 215    | 44.    | -        | -        | -                     | -                     | -              | -              |
| 1998/99   | 121    | 60.    | -        | -        | -                     | -                     | -              | -              |
| 1999/2000 | 105    | 59.    | 666      | 28.      | 666                   | 28.                   | -              | -              |
| 2000/01   | 119    | 71.    | -        | -        | -                     | -                     | 851            | 32.            |
| 2001/02   | -      | -      | 570      | 18.      | 1186                  | 25.                   | 1480           | 13.            |
| 2002/03   | -      | -      | 3120     | 15.      | -                     | -                     | -              | -              |
| 2003/04   | -      | -      | 520      | 38.      | -                     | -                     | -              | -              |
| 2004/05   | -      | -      | 250      | 46.      | -                     | -                     | -              | -              |
| 2005/06   | 1516   | 53.    | 1516     | 21.      | -                     | -                     | -              | -              |